# Veinte de Abril, Acapetahua
Veinte de Abril är en ort i Mexiko.   Den ligger i kommunen Acapetahua och delstaten Chiapas, i den sydöstra delen av landet, 800 km sydost om huvudstaden Mexico City. Veinte de Abril ligger 16 meter över havet och antalet invånare är 512.
Terrängen runt Veinte de Abril är mycket platt. Runt Veinte de Abril är det ganska tätbefolkat, med 56 invånare per kvadratkilometer. Närmaste större samhälle är Acapeteahua, 11,1 km öster om Veinte de Abril. Omgivningarna runt Veinte de Abril är en mosaik av jordbruksmark och naturlig växtlighet.